# Trichiusa discreta
Trichiusa discreta är en skalbaggsart som beskrevs av Thomas Casey 1906. Trichiusa discreta ingår i släktet Trichiusa och familjen kortvingar. Inga underarter finns listade i Catalogue of Life.